# Ali as-Sistani
Ali al-Husseini as-Sistani (arabiska: علي الحسيني السيستاني), född 4 augusti 1930 i Mashhad, Iran, är storayatollan för den shiitiska prästerskapet i Irak, högsta shiamuslimska lärde i Irak och ledaren för hawzan i Najaf.
Han har mycket stort inflytande bland irakiska shiamuslimer men även folk utanför Irak följer hans lära. Han har utbildats bland annat av storayatollan Abu al-Qasim al-Khoei och tog sin examen vid hawzan i Najaf. Han är en av de viktigaste politiska figurerna i Irak efter Saddam Husseins fall. Enligt ett tillkännagivande från år 2014 ansåg Gemenskapen av seminarielärare i Qom att han är en av de som det är tillåtet att göra taqlid till.

## Politisk karriär
Ali al-Sistani erhöll den prestigefyllda lärdtiteln storayatolla efter att hans mentor Abu al-Qasim al-Khoi avled 1992. Det styrande Baathpartiet i Irak ledde vid den tiden våldsamma utrensningar mot det shiamuslimska ledarskapet men al-Sistani överlevde, till skillnad från många andra, och fick då chans att ta en ledande roll i det religiösa livet. Efter USA:s invasion av Irak 2003 fick al-Sistani också chans att utöva politiskt inflytande, så pass stort inflytande fick han att han kallades för Iraks mäktigaste man. Han uppmanade under sommaren 2003 de amerikanska ockupationsstyrkorna att låta en irakisk övergångsregering bildas. I augusti 2004 medlade al-Sistani fram en vapenvila mellan Mahdiarmén och de amerikanska styrkorna. I oktober 2004 uppmanade han alla irakier att delta i parlamentsvalen som skulle hållas i januari 2005 och kort därefter utfärdade han en fatwa som påbjöd alla shiamuslimska kvinnor att också gå och rösta oavsett vad deras makar sa till dem.